# Città dell'Arabia Saudita
Lista di città dell'Arabia Saudita.

## A
- Abha
- Ad-Dilam
- Al-Abwāʾ
- Al-Artawiyya
- Al Bukayriyah

## B
- Badr
- al-Bāha
- Baljurashi
- Bariq
- Bisha
- Burayda
- Buqaa

## D
- Dahaban
- Dammam
- Dawadmi
- Dhahran
- Dhurma
- Dirʿiyya
- Duba
- Dumat Al-Jandal
- Dammam
- Dhahran
- Dhurma
- Dahaban
- Dirʿiyya
- Duba
- Dumat al-Jandal
- Dawadmi

## F
- Farasan

## G
- Gatgat
- Gedda
- Gerrha
- Ghawiyah
- Al-Gwei'iyyah

## H
- Hautat Sudair
- Habala
- Hajrah
- Haql
- Al-Hareeq
- Harmah
- Ha'il
- Hotat Bani Tamim
- Hofuf
- Huraymila
- Hafr Al-Batin

## J
- Jabal Umm al Ru'us
- Jalajil

- Jizan
- Jizan Economic City
- Al-Jubayl
- Al Jafr

## K
- Khafji
- Khaybar
- Khamis Mushayt
- King Abdullah Economic City
- Knowledge Economic City
- Khobar
- Al-Khutt

## L
- Layla
- Lihyan
- Al Lith

## M
- Al Majma'ah
- Mastoorah
- Al Mikhwah
- Al-Mubarraz
- Al Mawain
- La Mecca
- Medina
- Muzahmiyya

## N
- Najrān
- Al-Namas

## O
- Omloj
- Al-Omran
- Al-Oyoon

## Q
- Qadeimah
- Qatif
- Qaisumah
- Al Qunfudhah
- Qurayyat

## R
- Rabigh
- Rafha
- Al-Rass
- Ra's Tannūrah
- Riad
- Riyadh Al-Khabra
- Rumailah

## S
- Sabt Al Alaya
- Al-Saih
- Saihat
- Safwa
- Sakaka
- Sarat Abidah
- Sharurah
- Shaqraa
- Shaybah
- As Sulayyil

## T
- Ta'if
- Tabuk
- Tanomah
- Isola di Tarout
- Tayma
- Thadiq
- Thuwal
- Thuqbah
- Turaif
- Tabarjal

## U
- Udhailiyah
- Al-'Ula
- Um Al-Sahek
- Unaizah
- Uqair
- 'Uyayna
- Uyun AlJiwa

## W
- Wadi al-Dawasir
- Al Wajh

## Y
- Yanbuʿ

## Z
- Az Zaimah
- Zulfi